# Werner Ritter (Maler)
Werner Ritter (* 4. September 1933 in Basel; † 11. April 2025 ebenda) war ein Schweizer Maler und Grafiker. Sein Werk umfasst Malerei, Aquarelle, Radierungen und Siebdrucke.

## Leben und Werk
Werner Ritter besuchte von 1948 bis 1953 die Grafikfachklasse und die Malklasse von Martin Alfred Christ an der Allgemeinen Gewerbeschule Basel. Anschliessend studierte er an der Akademie der Bildenden Künste München und 1955 an der École des Beaux-Arts in Paris. 1969 konnte er ein Atelier an der Cité Internationale des Arts in Paris beziehen. Ritter lebte mehrere Jahre in Paris, wo er sich künstlerisch u. a. der Pop Art widmete.
Wieder in Basel arbeitete Werner Ritter als selbstständiger Grafiker, Kunstlehrer und Künstler. Weitere Studienreisen führten ihn nach Südfrankreich, München, Spanien und in den Kanton Jura. In den 1980er- und 1990er-Jahren schuf er fotorealistische Werke.
Werner Ritter war mit der Grafikerin und Kunstmalerin Brigitte, geborene Kretz, verheiratet. Seit 1982 arbeitete er abwechselnd in Kleinbasel und im Ménilmontant in Paris. Seine Werke stellte er in Einzel- und Gruppenausstellungen im In- und Ausland aus.